# 巴赫里堡

巴赫里堡在阿尔及尔省的位置

36°49′00″N 3°14′00″E / 36.81667°N 3.23333°E
巴里赫堡（法語：Bordj El Bahri，阿拉伯语：‎）是阿尔及利亚阿尔及尔省的一个市镇，位于该省东北部，首都阿尔及尔市区东部，地中海沿岸。巴里赫堡的市镇面积为7.5平方公里，2008年人口数量为52816人，比1998年增加了6.7%

## 交通
阿尔及利亚国道RN24线和阿尔及尔有轨电车经过境内。

## 经济
巴赫里堡原为传统农业区。随着阿尔及尔城市的不断扩张，巴里赫堡已发展成为了阿尔及尔东郊重要的卫星城和工业基地。